# Liste der Baudenkmäler in Ungerhausen

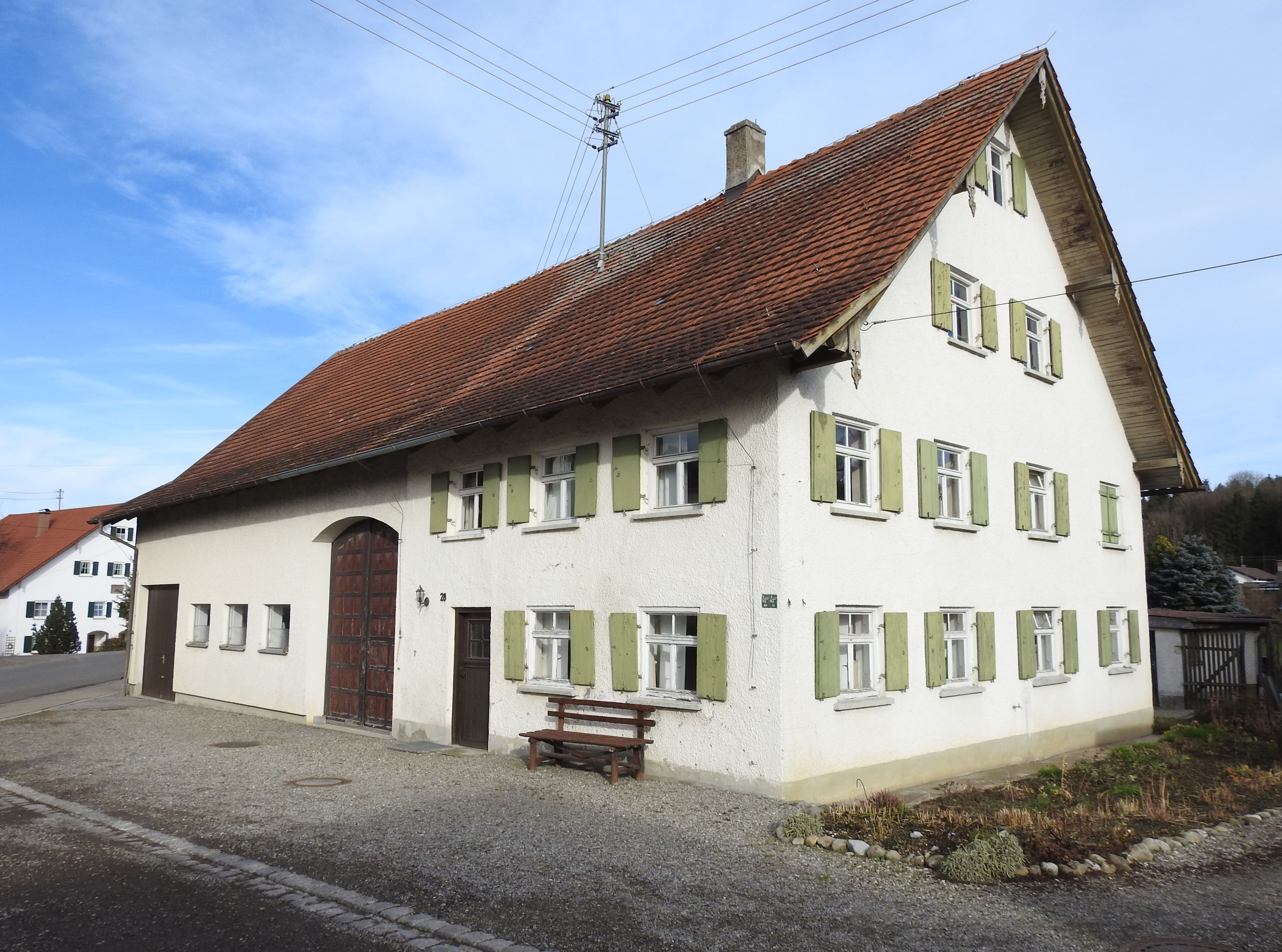
Ehem. Bauernhaus in Ungerhausen

Auf dieser Seite sind die Baudenkmäler in der schwäbischen Gemeinde Ungerhausen zusammengestellt. Diese Tabelle ist eine Teilliste der Liste der Baudenkmäler in Bayern. Grundlage ist die Bayerische Denkmalliste, die auf Basis des Bayerischen Denkmalschutzgesetzes vom 1. Oktober 1973 erstmals erstellt wurde und seither durch das Bayerische Landesamt für Denkmalpflege geführt wird. Die folgenden Angaben ersetzen nicht die rechtsverbindliche Auskunft der Denkmalschutzbehörde.

## Baudenkmäler
| Lage                           | Objekt                                       | Beschreibung | Akten-Nr.    | Bild                                         |
| ------------------------------ | -------------------------------------------- | --- | ------------ | -------------------------------------------- |
| Holzgünzer Straße 7 (Standort) | Ehemaliges Schloss                           | Ehemaliges Schloss, jetzt Pfarrhof, zweigeschossiges Satteldachhaus, wohl im frühen 16. Jahrhundert von der Memminger Patrizierfamilie Vöhlin errichtet, Erneuerungen des 17. Jahrhunderts                          | D-7-78-205-2 | Ehemaliges Schloss                           |
| Kapellenweg 34 (Standort)      | Kapelle St. Johannes                         | Kapelle St. Johannes, dreiseitig geschlossener Chorbau mit Strebepfeilern, Rest der ehemaligen Pfarrkirche, 15. Jahrhundert; mit Ausstattung; ca. 500 Meter südwestlich vor dem Ort.                                | D-7-78-205-3 | weitere Bilder                               |
| Memminger Straße 2 (Standort)  | Katholische Pfarrkirche St. Johannes Baptist | Katholische Pfarrkirche St. Johannes Baptist, pilastergegliederter Saalbau mit eingezogenem Chor und nördlichem Turm mit Zwiebelhaube, Turmuntergeschosse spätgotisch, von Simpert Kramer 1734–38; mit Ausstattung. | D-7-78-205-4 | Katholische Pfarrkirche St. Johannes Baptist |

## Ehemalige Baudenkmäler
In diesem Abschnitt sind Objekte aufgeführt, die früher einmal in der Denkmalliste eingetragen waren, jetzt aber nicht mehr. Objekte, die in anderem Zusammenhang also z. B. als Teil eines Baudenkmals weiter eingetragen sind, sollen hier nicht aufgeführt werden. Aktennummern in diesem Abschnitt sind ehemalige, jetzt nicht mehr gültige Aktennummern.

| Lage                     | Objekt   | Beschreibung                       | Akten-Nr.    | Bild |
| ------------------------ | -------- | ---------------------------------- | ------------ | ---- |
| Hauptstraße 2 (Standort) | Ausleger | Ausleger mit Spiralranken, um 1700 | D-7-78-205-1 | BW   |